# Lijst van beschermd erfgoed in de gemeente Mertzig
In deze lijst van beschermd erfgoed in de gemeente Mertzig zijn alle geclassificeerde nationale monumenten van de Luxemburgse gemeente Mertzig opgenomen.

## Monumenten per plaats

### Mertzig
| Object | Bouwjaar/architect | Locatie          | Datum beschermd?       | Coördinaten | Afbeelding |
| ------ | ------------------ | ---------------- | ---------------------- | ----------- | ---------- |
| gebouw |                    | rue de l'Ecole 6 | 11 september 2009 (MN) |             |            |

## Bron
- Liste des immeubles et objets classés monuments nationaux ou inscrits à l'inventaire supplémentaire